# Helix Studios
La Helix Studios è una casa di produzione e distribuzione cinematografica specializzata esclusivamente nella pornografia gay.

## Film
| Anno | Film                                  |
| ---- | ------------------------------------- |
| 2002 | First Time Spankings                  |
| 2002 | Bad Boys Need It                      |
| 2002 | Boys Will Be Boys                     |
| 2002 | Lessons Learned                       |
| 2003 | Boys Never Learn                      |
| 2003 | Break'n em in!                        |
| 2003 | Roadtrip Orlando                      |
| 2003 | Misbehaving                           |
| 2003 | Spanking Squirts                      |
| 2003 | Club Sterne                           |
| 2003 | Hotel Calls                           |
| 2003 | Interview With A Spanker              |
| 2003 | Spanking Squirts 2                    |
| 2003 | Lessons In Discipline                 |
| 2003 | Spanking Jocks                        |
| 2003 | Latin Lovers                          |
| 2003 | Santa ...Dreamin'                     |
| 2003 | Paid On Demand                        |
| 2003 | Cutting Class                         |
| 2004 | Casting Call                          |
| 2004 | Spanking Squirts 3                    |
| 2004 | Casting Call II                       |
| 2004 | Dieter's Dungeon                      |
| 2004 | Jeff Sterne Private Collection        |
| 2004 | Latino Bareback                       |
| 2004 | 3 bad boyz                            |
| 2004 | Spanking Squirts 4                    |
| 2004 | Sterne, Wood & Paddle 2               |
| 2004 | Spring BBreak                         |
| 2004 | Busted                                |
| 2004 | Smartass                              |
| 2004 | Painted Asses                         |
| 2004 | Spanking Squirts V - The Dorm         |
| 2004 | Dirty Laundry & Naked Maids           |
| 2004 | Storm Drain                           |
| 2004 | Spanking Scorts                       |
| 2004 | Tonys' Rules                          |
| 2004 | Raw Fantasies                         |
| 2004 | Knock Out                             |
| 2004 | Bareback Lover                        |
| 2004 | Jeff Sterne Private Collection Vol. 2 |
| 2004 | Twink·a·licious                       |
| 2004 | Candy Ass                             |
| 2005 | The Halfway House Hoodlums            |
| 2005 | Twink Juice                           |